# Nancy Robertson
Nancy Jean Robertson (Saskatoon, 25 de diciembre de 1949) es una deportista canadiense que compitió en saltos de plataforma. Ganó una medalla de oro en los Juegos Panamericanos de 1971, en la prueba individual.

## Palmarés internacional
| Juegos Panamericanos | Juegos Panamericanos | Juegos Panamericanos | Juegos Panamericanos |
| Año                  | Lugar                | Medalla              | Prueba               |
| -------------------- | -------------------- | -------------------- | -------------------- |
| 1971                 | Cali (Colombia)      | Medalla de oro       | Plataforma 10 m      |